# Sibișel (Beriu), Hunedoara
Sibișel, mai demult Șibișelul-vechiu, Șebișul vechiu (în germană Alt-Schebeschel, Sebeschel, în maghiară Ósebeshely, Felsősebes, Kissebes) este un sat în comuna Beriu din județul Hunedoara, Transilvania, România.

## Galerie de imagini

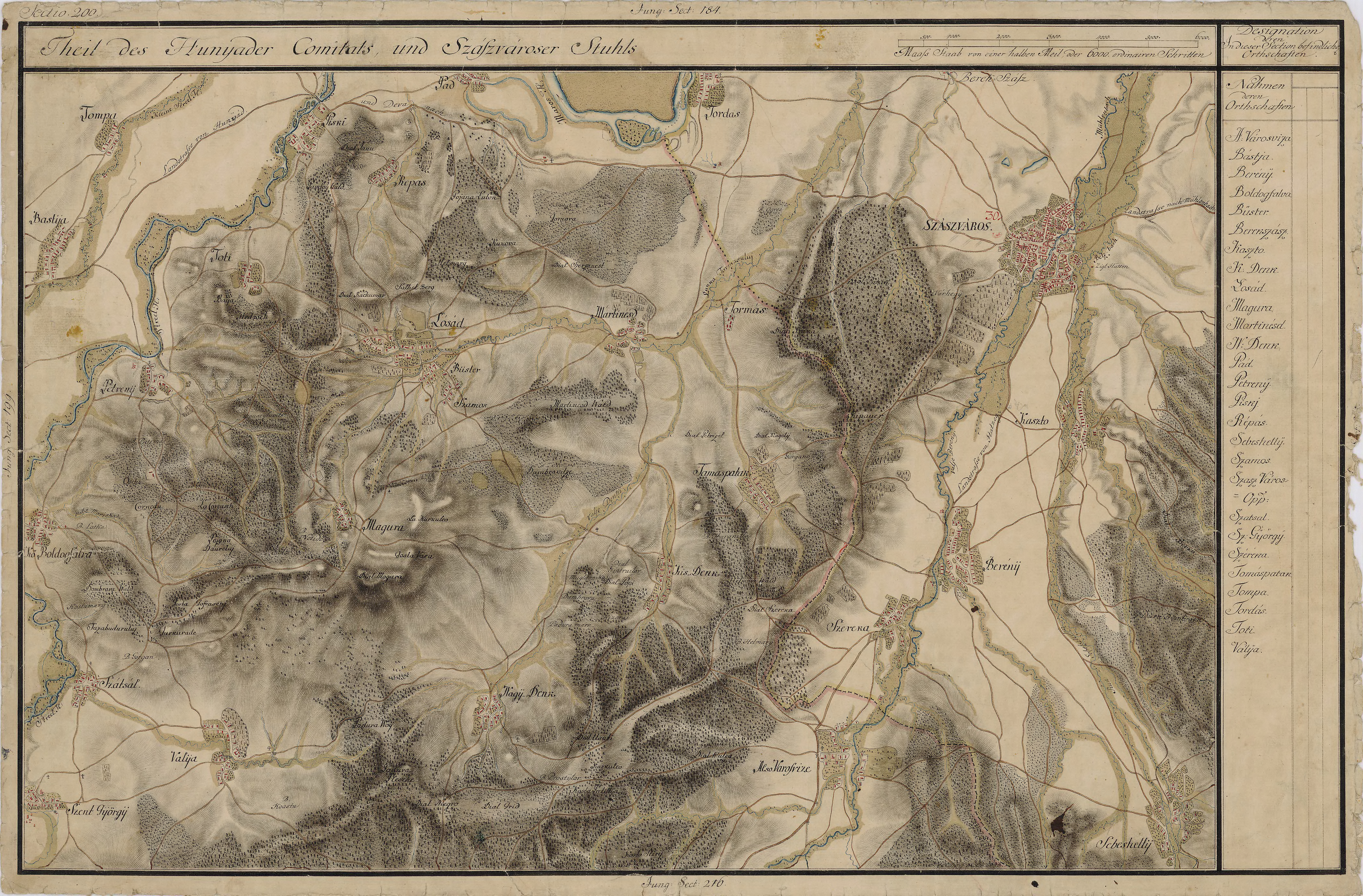
Sibișel pe Harta Iosefină a Transilvaniei, 1769-1773